# Ekonomika Monaka
Ekonomika Monaka je z velké části založená na bankovnictví a cestovním ruchu. Turisté si v Monackém knížectví mohou dopřát návštěvu luxusních kasin a užít si příjemného podnebí Azurového pobřeží, jedné z nejoblíbenějších rekreačních oblastí na pobřeží Středozemního moře. Knížectví se úspěšně snažilo diverzifikovat na služby a malý neznečišťující průmysl s vysokou přidanou hodnotou. Stát nemá žádnou daň z příjmu a nízké daně z podnikání a daří se mu jako daňovému ráji jak pro jednotlivce, kteří si zde udělali trvalé bydliště, tak pro zahraniční společnosti, které tu založily podniky a kanceláře. Stát si zachovává monopoly v řadě odvětví, včetně tabáku, telefonní sítě a poštovních služeb.
Ačkoli oficiální ekonomické statistiky nejsou zveřejněny, odhady z roku 2011 uvádějí národní produkt na 5,748 miliard dolarů a příjem na hlavu 188,409 dolarů. Míra nezaměstnanosti je od roku 2012 2 %.
Životní úroveň je vysoká a zhruba srovnatelná s úrovní v prosperujících francouzských metropolitních oblastech. Monako nezveřejňuje údaje o národním důchodu; níže uvedené odhady jsou extrémně hrubé.

## Přehled
Koncem 19. století byl urychlen ekonomický rozvoj otevřením železniční trati do Francie a kasina. Ekonomika Monaka je nyní primárně zaměřena na finance, obchod a cestovní ruch.
Životní úroveň je vysoká. Monako veřejně nepublikuje údaje o státním příjmu. Nezaměstnanost je okolo 2 %. Fungují zde známá kasina, zejména Casino de Monte-Carlo (herní a zábavní komplex, na jehož vlastnictví má většinový podíl monacká vláda a vládnoucí královská rodina; občanům Monaka je vstup do heren kasina zakázán). 

## Současnost
V současné době, tedy v roce 2019, tvoří hlavní státní příjem převážně daň z přidané hodnoty a daň z obratu. Dalšími státními příjmy jsou služby a státní monopoly, jakými jsou například pošta či telefonní sítě. Nemalý státní příjem přichází z cestovního ruchu, bankovnictví a pojišťovnictví. V průmyslu jsou podniky spíše menší až střední velikosti, a to hlavně v oboru farmacie a kosmetiky či v produkci plastů. Přímé daně se od občanů Monaka nevybírají, avšak vzhledem ke vztahu s Francii se daňový ráj nevztahuje na francouzské občany a firmy. Mezi Monakem a Francii totiž panuje celní, měnová a hospodářská unie. To znamená, že francouzští občané musí platit například přímou daň podle francouzských daňových předpisů. 
Mnoho daňových osvobození znamená, že je Monako považováno za daňový ráj, čímž přilákalo mnoho zahraničních firem. V současnosti sídlí v Monaku okolo 5 000 podniků.
Monako importuje a exportuje do celého světa. Již od roku 2001 razí měnu euro, jelikož je součástí eurozóny a s Evropskou unii vede platnou měnovou dohodu. HDP Monaka činilo v roce 2019 6,63 miliard eur. Oproti roku 2018, kdy bylo HDP na úrovni 6,09 miliard eur, došlo k 7,5 % nárůstu. HDP na obyvatele bylo 75 942 eur. V roce 2008 měly největší podíl na HDP služby, a to 74 %, poté finanční sektor s 16 % a nakonec průmysl s 10 %. Jako jedna z mála zemí na světě nemá Monako jako městský stát prakticky žádné zemědělství.
V roce 2019 bylo v Monaku zaměstnáno 53 091 občanů v soukromém sektoru a 4 776 ve veřejném sektoru, dohromady tedy 57 867 zaměstnaných. Tato čísla zahrnují i zahraniční pracovníky. Poslední známá nezaměstnanost je k roku 2012, kdy byla odhadnuta na 2 %.

## Daňový ráj
Fyzické osoby jsou v Monaku osvobozeny od daně z příjmu. Z tohoto důvodu se knížectví těší přílivu značného počtu „daňových uprchlíků“, bohatých osob převážně ze států Evropy, jejichž příjmy pocházejí mimo Monako. Část z nich tvoří celebrity, jako například piloti Formule 1, většinou se však jedná o méně známé podnikatele.
Francouzští poslanci Arnaud Montebourg a Vincent Peillon ve své zprávě z roku 2000 Monaku vyčetli jeho mírný přístup k problematice praní špinavých peněz, které se mělo údajně týkat i proslulých kasin. Ve zprávě dále obvinili Monackou vládu z ovlivňování soudů a vytváření tlaku proti řádnému prošetření podobné trestné činnosti.
V roce 1998 vydala Organizace pro hospodářskou spolupráci a rozvoj (OECD) svou první zprávu o důsledcích daňových rájů na světovou ekonomiku, která obsahuje seznam zemí tohoto typu. Monako bylo na seznamu uvedeno od roku 2004 společně s Andorrou, Lichtenštejnskem, Libérií a Marshallovými ostrovy z důvodu nedostatečné spolupráce na zveřejňování informací týkajících se financí, nízké transparentnosti a podílu na „nespravedlivé daňové soutěži“.
Dle zprávy OECD z roku 2009 se Monako zavázalo k zavedení a dodržování mezinárodních daňových norem schválených téhož roku na setkání členských států G20. Ve zprávě OECD z roku 2012 je již Monako vedeno jako stát dodržující mezinárodní daňové standardy. 
Organizace FATF (Financial Action Task Force, mezinárodní mezivládní orgán pro boj proti praní špinavých peněz a financování terorismu) v roce 2000 uvedla: „Monako má komplexní systém boje proti praní špinavých peněz. Objevují se však neshody Monaka s jinými státy, které se v rámci mezinárodního vyšetřování snaží odhalovat trestnou činnost spojenou s daňovými podvody. Monacký finanční zpravodajský orgán SICCFIN trpí nedostatkem relevantních dat. Monacké úřady se však zavázaly k poskytování informací kontrolním orgánům“. Ve zprávě FATF z roku 2005 již zmíněné problémy uvedeny nejsou. Od roku 2003 však Mezinárodní měnový fond (IMF) označuje Monako spolu s dalšími 36 zeměmi jako daňové ráje.

## Národní podniky
Monacká ekonomika je také založena na národních společnostech, které dohromady vyprodukují přes miliardu zisku ročně. Mezi nejziskovější a nejznámější společnosti mimo Monako patří Société des bains de mer, banka UBS Monaco, aukční dům Monaco Legend Group a mediální konglomerát Lagardère News.